# The Eddy
The Eddy és un drama musical franco-americà en format de mini sèrie de vuit capítols, emès a través de la plataforma Netflix. La sèrie està situada a París. Els primers dos capítols estan dirigits per Damien Chazelle, que també és productor de la sèrie, i escrits per Jack Thorne. La seva música va ser composta per Glen Ballard i Randy Kerber. La sèrie és inusual pel fet d'incloure diàlegs en diferents idiomes: principalment en francès i anglès tot i que hi ha fragments en àrab i polonès. Va ser estrenada a Netflix el 8 de maig de 2020.

## Argument
Elliot Ud-o (André Holland) és el propietari d'un club de jazz a París anomenat The Eddy. Udo es un famós pianista retirat que no ha pogut tornar a tocar de manera professional des de la mort del seu fill. Tot i això, dirigeix la banda que toca al seu local, liderada per la Maja, la vocalista principal del grup, la qual manté una comlpicada relació amb l'Elliot. Cada episodi de la mini sèrie gira al voltant d'un personatge específic; tant els membres de la banda com altres personatges relacionats amb el club de jazz.

## Repartiment

### Protagonistes
- André Holland interpreta a Elliot Udo, el propietari del club, un pianista retirat i el pare de Julie.
- Joanna Kulig representa Maja, la cantant de la banda del club.
- Tahar Rahim és Farid, el soci empresarial d'Elliot
- Leïla Bekhti fa d'Amira, la muller de Farid.
- Adil Dehbi és en Sim, el cambrer del club.
- Randy Kerber fa de Randy, el pianista de la banda.
- Ludovic Louis interpreta a Ludo, el trompetista de la banda.
- Damian Nueva Cortes fa de Jude, el baixista de la banda.
- Lada Obradovic representa a Katarina, la bateria de la banda.
- Jowee Omicil fa de Jowee, el saxofonista de la banda.
- Amandla Stenberg interpreta a Julie Udo, la filla adolescent i problemàtica d'Elliot.

### Repartiment recurrent
- Benjamin Biolay és Franck Levy
- Léonie Simaga interpreta a la Comandant Keita, l'agent de policia que durà a terme les investigacions policials relacionades amb The Eddy.
- Melissa George fa de Alison Jenkins
- Dhafer L'Abidine és Sami Ben Miled
- Vincent Heniene fa de Martin
- Ouassini Embarek interpreta a Paplar, el germà d'Amira
- Elyes Aguis fa d'Adam, el fill de l'Amira i el Farid.
- Hajar Chafik és l'Inés, la filla de l'Amira i el Farid.
- Louis Moutin és Éric Belmont, bateria.
- Alexis Manenti com Zivko.
- Liah O'Presa interpreta a Beatrice.

## Episodis

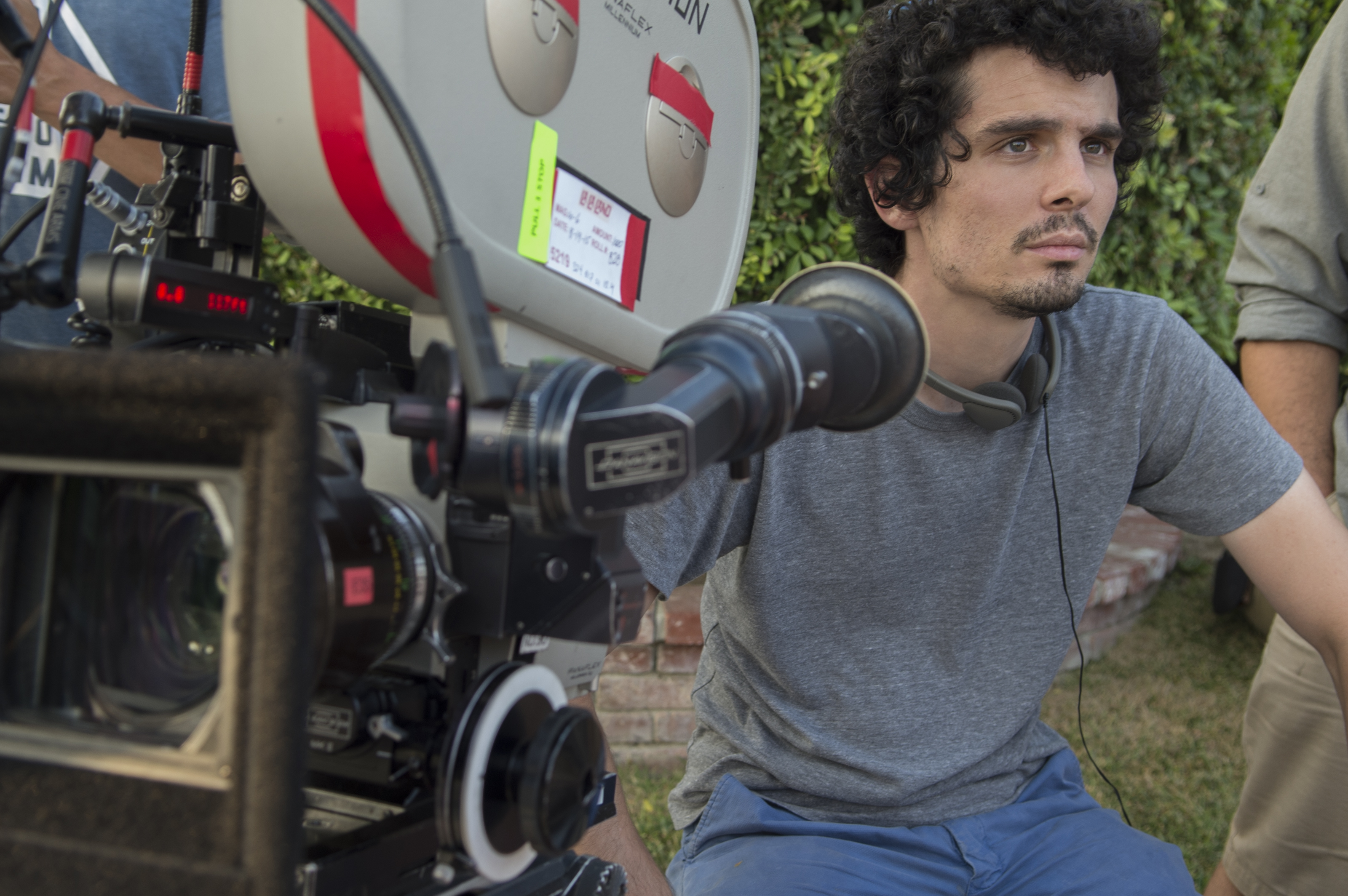
Damien Chazell, el director dels dos primers capítols i productor de The Eddy.

| Nº | Títol      | Dirigit per     | Escrit per                                       | Data d'estrena original |
| -- | ---------- | --------------- | ------------------------------------------------ | ----------------------- |
| 1  | "Elliot"   | Damien Chazelle | Jack Throne                                      | 8 de maig, 2020         |
| 2  | "Julie"    | Damien Chazelle | Jack Throne                                      | 8 de maig, 2020         |
| 3  | "Amira"    | Houda Benyamina | Jack Throne                                      | 8 de maig, 2020         |
| 4  | "Jude"     | Houda Benyamina | Jack Throne, Rachel De-Lahay, Rebecca Lenkiewicz | 8 de maig, 2020         |
| 5  | "Maja"     | Laïla Marrakchi | Jack Throne                                      | 8 de maig, 2020         |
| 6  | "Sim"      | Laïla Marrakchi | Jack Throne, Hamid Hlioua                        | 8 de maig, 2020         |
| 7  | "Katarina" | Alan Poul       | Jack Throne, Rebecca Lenkiewicz i Phillip Howze  | 8 de maig, 2020         |
| 8  | "The Eddy" | Alan Poul       | Jack Throne                                      | 8 de maig, 2020         |

## Producció
El setembre de 2017, Netflix va anunciar que havia havia ordenat vuit episodis de la sèrie, amb Jack Thorne com escriptor principal. Damien Chazelle dirigiria els dos primers episodis, i Glen Ballard i Randy Kerber compondrien la música original de la sèrie. Els episodis inclourien diàleg en anglès, francès i Àrab. El novembre de 2018, va ser anunciat que l'Atlantique Productions produiria la sèrie. El febrer de 2019, Tahar Rahim va unir-se alrepartiment i Houda Benyamina va ser vinculada a la sèrie com a directora. Durant l'abril de 2019, André Holland i Joanna Kulig va unir-se al repartiment; i el maig també ho va fer l'actriu Amandla Stenberg. El setembre de 2019, Melissa George va ser contractada per interpretar un paper secundari.

## Estrena
The Eddy va ser estrenada a Netflix el 8 de maig del 2020.

## Recepció
A la plataforma Rotten Tomatoes, la miniseries té un índex d'aprovació de 67% basat en 61 ressenyes, amb un índex mitjà de 6.93/10. El consens crític de la pàgina web diu, "Els espectadors disposats a alentir el tempo amb l'atmosfera emocional de The Eddy gaudiran molt de la sèrie, fins i tot quan la trama toca temes personals". A Metacritic, té una puntuació mitjana de 65 de 100 basada en 21 ressenyes, indicant "crítiques generalment favorables".